# 50e division (armée impériale japonaise)
Pour les articles homonymes, voir 50e division.
La 50e division (第50師団, Dai-go-jū shidan) est une unité d'infanterie de l'armée impériale japonaise basée à Taïwan durant la Seconde Guerre mondiale. Son nom de code est Division Armoise (雪兵団, Yomogi-heidan).
Créée le 3 mai 1944 à Taipei, la 50e division utilise un bâtiment précédemment utilisé par la 48e division et est l'une des deux seules divisions japonaises (avec la 66e division) à être formées à Taïwan. Elle est composée des survivants de la 48e division qui ont été rapatriés à Taïwan.
La 50e division est affectée en permanence sous le contrôle de la 10e armée régionale (et de la 40e armée début 1945).
Durant l'année 1945, la division est installée dans une position fortifiée à Kaohsiung sur la côte sud de Taïwan dans l'attente d'une invasion américaine. Elle est dissoute peu après la reddition du Japon le 15 août 1945 sans avoir combattu.